# Opius neopygmaeus
Opius neopygmaeus är en stekelart som beskrevs av Fischer 1966. Opius neopygmaeus ingår i släktet Opius och familjen bracksteklar. Inga underarter finns listade i Catalogue of Life.